# Nazarathpettai
Nazarathpettai es una ciudad censal situada en el distrito de Tiruvallur en el estado de Tamil Nadu (India). Su población es de 8660 habitantes (2011). Se encuentra a 24 km de Tiruvallur y a 23 km de Chennai.

## Demografía
Según el censo de 2011 la población de Nazarathpettai era de 8660 habitantes, de los cuales 4343 eran hombres y 4317 eran mujeres. Nazarathpettai tiene una tasa media de alfabetización del 87,56%, superior a la media estatal del 80,09%: la alfabetización masculina es del 91,82%, y la alfabetización femenina del 83,29%.